# A Thief Catcher
A Thief Catcher (Alternativtitel: His Regular Job) ist ein Slapstick-Kurzfilm aus dem Jahr 1914. In dem lange verschollenen Schwarzweiß-Stummfilm hat Charlie Chaplin eine Nebenrolle als Polizist, einer seiner Auftritte als einer der Keystone Kops.

## Handlung
Der Hilfssheriff Suspicious John (dt. etwa: Argwöhnischer Hannes) beobachtet zwei Gauner dabei, wie sie einen dritten einen Hang hinunterstürzen. Die Gauner bemerken ihn und setzen zu seiner Verfolgung an. John versteckt sich in einer Hütte, die sich bald als die Behausung der Gauner herausstellt. Als die Gauner ihn darin entdecken, wollen sie ihn erschießen. Dabei werden sie von zwei Polizisten gestört, die die Gauner zur Rede stellen. Als ein Polizist das Hinterzimmer, in dem sich John befindet, betreten will, haut John ihm mit einer Schaufel auf den Kopf. Die Polizisten ziehen sich zurück. In der Zwischenzeit hat John seinen Hund mit einer Nachricht an die Polizei geschickt. Kurz bevor die Polizei in Truppstärke anrückt, kann John fliehen, kehrt aber mit einem Knüppel bewaffnet zurück, dessen erster Einsatz wieder die Polizei trifft. Nachdem ihm ein Polizist (Charlie Chaplin) ebenfalls einen mit dem Schlagstock überzieht, fallen in der Schlusssekunde des Films beide nebeneinander zu Boden.

## Wiederentdeckung
Der im 35-mm-Format gedrehte Kurzfilm war verschollen, bis 2010 vom Filmhistoriker Paul E. Gierucki eine unvollständige 16-mm-Kopie bei einem Antiquitätenverkauf in Michigan gefunden wurde.